# Савватеевка (Тульская область)
Савватеевка — деревня в Плавском районе Тульской области России.
В рамках административно-территориального устройства входит в Самозвановский сельский округ Плавского района, в рамках организации местного самоуправления включается в Молочно-Дворское сельское поселение.

## География
Расположена в 15 км к юго-западу от города Плавска и в 74 км к юго-западу от центра Тулы.

## Население
| 2002 | 2010 |
| ---- | ---- |
| 241  | ↘196 |

Население — 196 чел. (2010).